# Casa de Gertrude Rhinelander Waldo
La casa de Gertrude Rhinelander Waldo es una mansiòn de estilo neorrenacentista francés situada en el Upper East Side de Manhattan en Nueva York. Ubicada en el 867 Madison Avenue en la esquina de East 72nd Street, fue terminada en 1898con un diseño del estudio de arquitectura Kimball & Thompson y se le atribuye más específicamente a Alexander Mackintosh, un arquitecto de origen británico que trabajó para Kimball & Thompson desde 1893 hasta 1898.

## Arquitectura
La mansión se inspiró en los castillos del Valle del Loira en Francia. El crítico de arquitectura Henry Hope Reed Jr. ha observado al respecto:
"El legado de fortaleza de las residencias rurales y reales del Loira no se perdió en el traslado a Nueva York. La línea del techo es muy fina.... El gótico se encuentra en el techo de pizarra de tono alto, las buhardillas altas y ornamentadas y las altas chimeneas. El enriquecimiento es renacentista temprano, especialmente en las buhardillas centrales de ambas fachadas del edificio, que presumen de columnatas, entablamentos rotos, remates en bases altas, remates en relieve y volutas. De hecho, aunque las buhardillas son exuberantes, la ornamentación está en todas partes, incluso en el patrón en forma de diamante en relieve en las chimeneas (trazable hasta Chambord)".
El primer piso era un gran salón central con salas a cada lado para la recepción y las actividades de los sirvientes. El segundo piso albergaba el salón principal, el comedor y la despensa del mayordomo. El tercer piso era donde se encontraba el dormitorio principal, mientras que el cuarto piso albergaba los cuartos de servicio y los dormitorios de invitados.

## Historia
Aunque la casa había sido encargada por Gertrude Rhinelander Waldo, la excéntrica heredera nunca se mudó a ella, prefiriendo vivir al otro lado de la calle. El edificio permaneció vacío hasta 1921, momento en el que el primer piso se convirtió en tiendas y se excavaron dos apartamentos en los cuatro pisos superiores. Las empresas comerciales que han utilizado la ubicación en varias ocasiones incluyen una tienda de antigüedades, la casa de subastas Christie's y un restaurante propiedad de Zabar. 
El fotógrafo Edgar de Evia vio por primera vez el apartamento dúplex en el cuarto y quinto piso cuando lo ocupaba Stanton, un médico homeópata que de Evia consultó por recomendación de Guy Beckley Stearns, para quien de Evia trabajaba como investigador. Cuando la carrera fotográfica de Evia despegaba a finales de la década de 1940, el dúplex estuvo disponible y lo alquiló como su casa con su compañero y socio Robert Denning y su madre Miirrha Alhambra, la ex Paula Joutard de Evia. Seguiría siendo su hogar durante más de 15 años.
El edificio era propiedad de 867 Madison Corporation en la década de 1950, que lo ofreció a de Evia en venta o arrendamiento neto en 1956. En ese momento creó Denvia Realty Corporation con su socio Denning y firmaron un contrato de arrendamiento neto de diez años, convirtiéndose en los propietarios del edificio. En ese momento, de Evia y Denning comenzaron a usar todo el tercer piso para los estudios de De Evia, mientras que el cuarto piso, el piso inferior de su dúplex original, contenía la sala de estar, el comedor, el salón de baile y el dormitorio de la madre de Evia. El quinto y último piso contenía el dormitorio principal que tenía un baño en cada extremo y las habitaciones de los sirvientes. Las oficinas del segundo piso se alquilaron a los decoradores de interiores Tate y Hall, entre otros. Las tiendas en el nivel de la calle incluían la Farmacia en la esquina y la Floristería Rhinelander en el lado de Madison Avenue.
Después de conocer a Vincent Fourcade en 1959, Denning comenzó a entretener a posibles clientes de decoración en el apartamento mientras de Evia estaba en su finca de Greenwich, Connecticut. Estos incluyeron a Ogden y Lillian Phipps y llevaron a la formación de Denning & Fourcade.
En 1963, de Evia tomó el quinto piso y lo convirtió en su propia residencia, abriendo las habitaciones más pequeñas. Las 10 habitaciones del cuarto piso se alquilaron en ese momento al restaurador Larry Ellman, propietario del restaurante Cattleman.
Durante el arrendamiento neto de Denvia, el edificio fue vendido por 867 Madison Avenue Corporation a Central Ison, Ltd. por 590 000 dólares. Desde 1967 hasta principios de la década de 1980, una iglesia cercana usó los dos pisos superiores para sus oficinas.
Ralph Lauren obtuvo el arrendamiento neto en 1983 y comenzó una reforma masiva del edificio para crear su tienda insignia Ralph Lauren. Naomi Leff supervisó la rehabilitación del edificio. Se necesitaron alrededor de 18 meses trabajando en los últimos meses las veinticuatro horas del día. Las cifras publicadas sitúan el costo entre 14 y 15 millones de dólares. La propiedad del edificio ha cambiado varias veces durante su arrendamiento; de 6,4 millones de dólares en 1984, cinco años después, en 1989, se vendió por 43 millones de dólares y la venta más reciente en 2005 se registró en un récord de 80 millones de dólares
La Casa de Gertrude Rhinelander Waldo fue designada Monumento de la Ciudad de Nueva York en 1976, y se agregó al Registro Nacional de Lugares Históricos en 1980.

## Galería

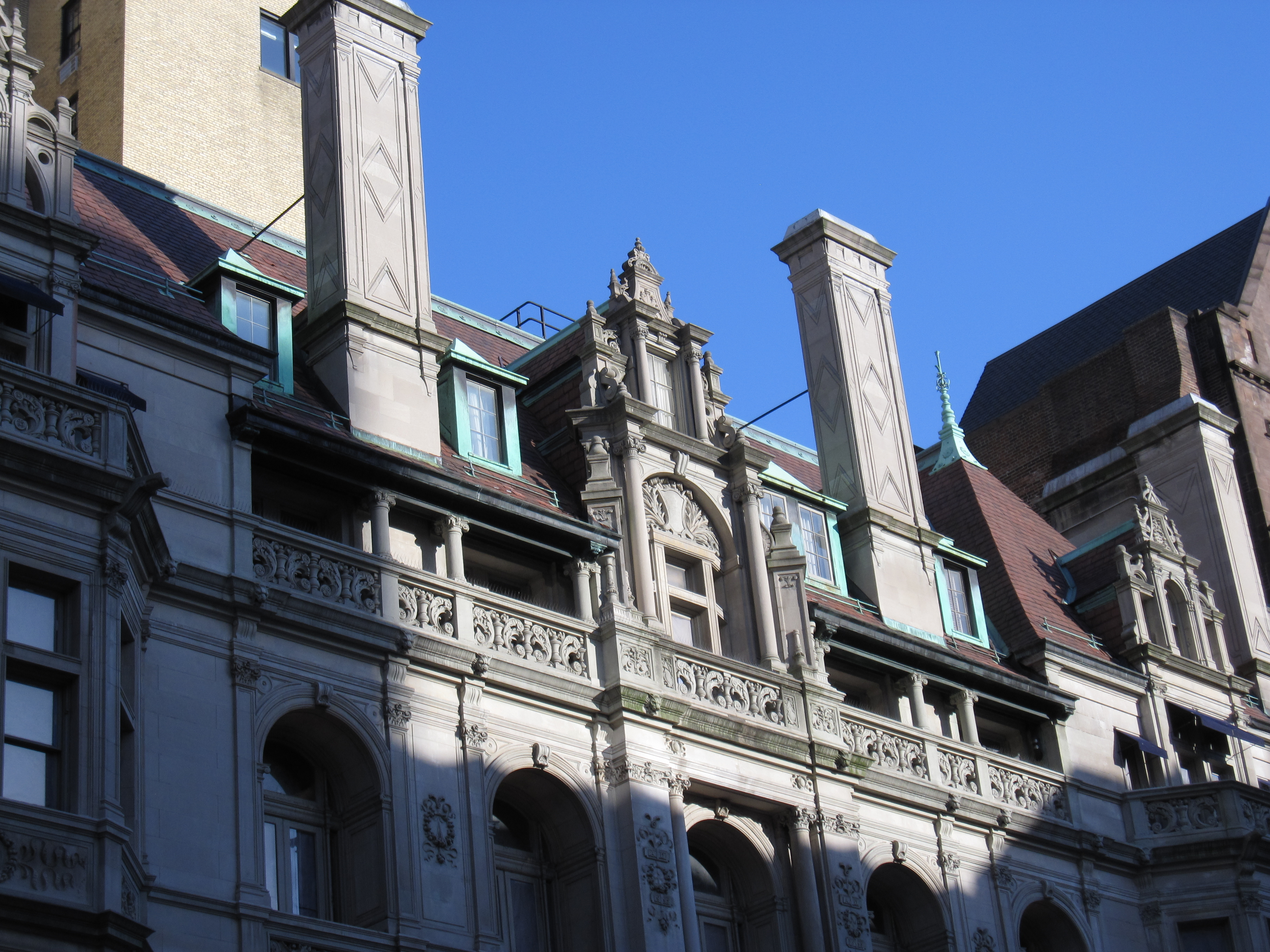
Detalle de la parte superior
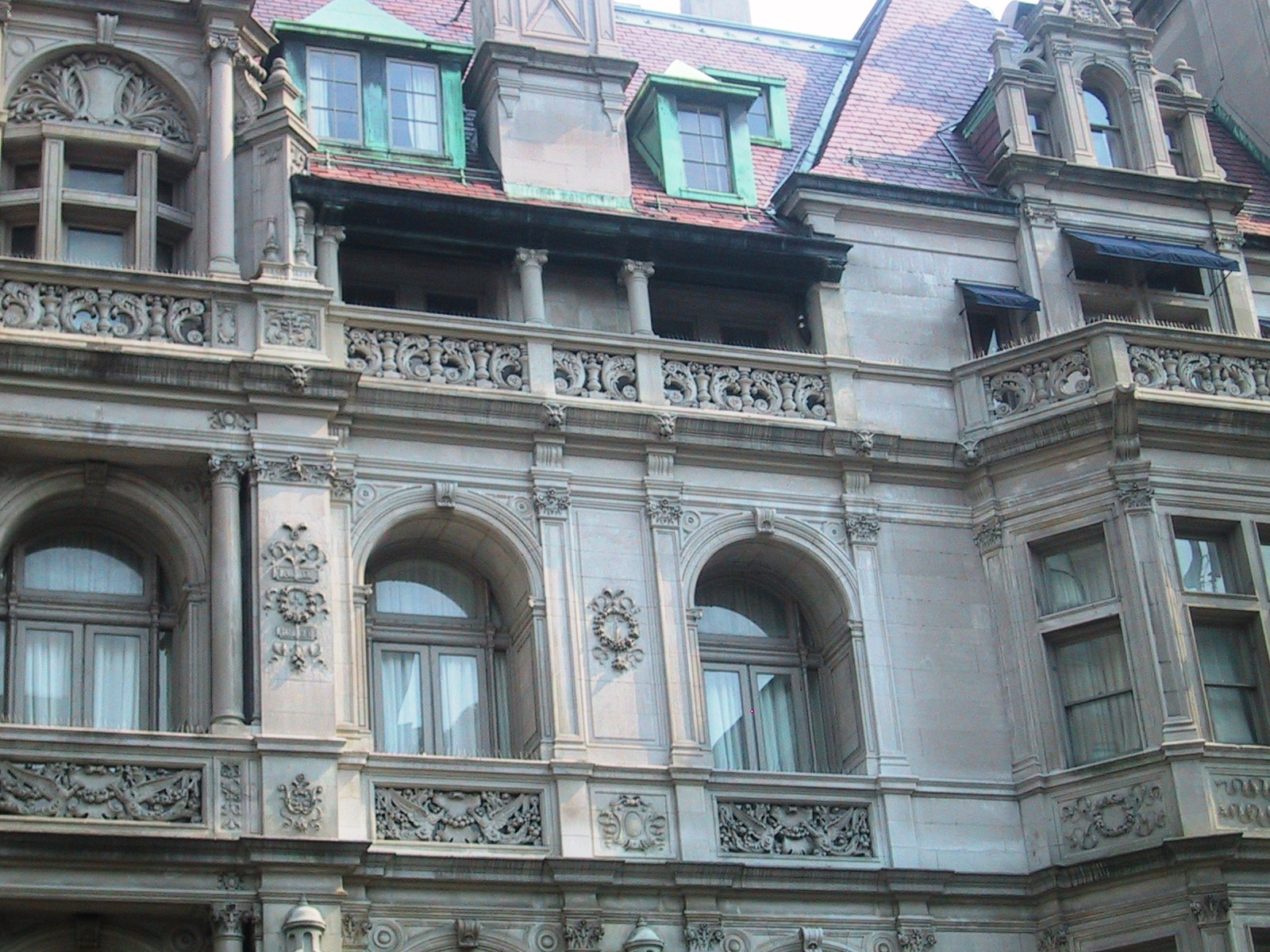
Detalle de la fachada